# Lista chorążych reprezentacji Burundi na igrzyskach olimpijskich
Lista chorążych reprezentacji Burundi na igrzyskach olimpijskich – lista zawodników i zawodniczek reprezentacji Burundi, którzy podczas ceremonii otwarcia nowożytnych igrzysk olimpijskich nieśli flagę Burundi.

## Chronologiczna lista chorążych
| Lp. | Rok i miejsce | Chorąży               | Dyscyplina    |
| --- | ------------- | --------------------- | ------------- |
| 1   | 1996, Atlanta | Dieudonné Kwizéra     | Lekkoatletyka |
| 2   | 2000, Sydney  | Diane Nukuri          | Lekkoatletyka |
| 3   | 2004, Ateny   | Emery Nziyunvira      | pływanie      |
| 4   | 2008, Pekin   | Francine Niyonizigiye | Lekkoatletyka |
| 5   | 2012, Londyn  | Diane Nukuri          | Lekkoatletyka |
| 6   | 2016, Rio     | Olivier Irabaruta     | Lekkoatletyka |
| 7   | 2020, Tokio   | Ornella Havyarimana   | Boks          |
| 7   | 2020, Tokio   | Belly-Cresus Ganira   | Pływanie      |